# Морские рассказы
«Морские рассказы» — советский ч/б художественный фильм 1967 года, снятый на киностудии «Мосфильм».
Состоит из двух новелл, сюжет которых основан на двух рассказах Бориса Житкова: «Афера» — режиссёр Александр Светлов и «Скорпион и вата» — режиссёр Алексей Сахаров.

## Сюжет
Новелла «Афера»:
На старом пароходе познакомились матросы Коля Чумаченко и испанец Хозе-Мария, бывший тореадор, прозванный командой «Машка». Им показалось подозрительным странное поведение капитана. Накануне, в разговоре с владельцем, он договорился потопить судно при первой возможности, ради получения большого денежного страхового вознаграждения. Свой небольшой денежный куш от этой аферы получил каждый из членов команды. Николай и Хозе наотрез отказались от предлагаемых денег. Опасаясь, что друзья заявят в полицию, штурман Спирка сбросил ночью испанца за борт.
Чудом оставшись в живых, уже в Одессе, тот нашёл Николая и они жестоко отомстили своим обидчикам.
Новелла «Скорпион и вата»:
Одесса начала века. Отсидев в тюрьме и помаявшись полгода без работы, друзья устроились на приличное судно «Юпитер», курсирующее между Одессой и турецкими портами. На них вышли подпольщики и договорились о доставке из Константинополя нелегальных газет.
В порту, при очередном досмотре, тщательно спрятанный пакет был найден знаменитым таможенником Петренко по прозвищу «Скорпион», пользовавшимся славой проницательной ищейки.
Николай был уверен, что на судне есть осведомитель, и придумал хитрый план, позволивший выявить доносчика и позорно осрамить «Скорпиона».

## В ролях
- Виктор Задубровский — Николай Чумаченко
- Николай Досталь — Хозе-Мария Дамец
- Лев Дуров — Петренко, таможенник по прозвищу Скорпион
- Владимир Балашов — капитан
- Рашид Атамалибеков — штурман Спирка
- Владимир Балон — старпом парохода «Юпитер»
- Эдуард Бредун — Зуев, матрос
- Леонид Пирогов — Пётр Карпов, владелец судна
- Герман Качин — Кондратов, матрос
- Анатолий Мукасей — Мукасей, матрос
- Михаил Орлов — портовый чиновник
- Владлен Паулус — Владимир Яковлевич, старпом
- Виктор Филиппов — Семёнов
- Николай Романов — чиновник морского ведомства
- Арсений Барский - проверяющий
- Евгений Моргунов — певичка в иллюзионе «Нимфа»

## Съёмочная группа
- Сценаристы: Алексей Сахаров, Александр Светлов
- Режиссёры: Алексей Сахаров, Александр Светлов
- Оператор: Анатолий Мукасей
- Композитор: Юрий Левитин
- Художник: Александр Кузнецов